# 洛斯諾維約斯國家公園
29°15′28.7″N 100°57′52.5″W / 29.257972°N 100.964583°W
洛斯諾維約斯國家公園（西班牙語：Parque nacional Los Novillos）是墨西哥的國家公園，由科阿韋拉州負責管轄，毗鄰東馬德雷山脈，始建於1940年6月18日，面積0.6平方公里，受半乾旱氣候影響。

## 外部連結
- Ficha técnica del Parque Nacional
- Breve artículo sobre el Parque Nacional Los Novillos[永久]